# Goniobranchus vibratus
Goniobranchus vibratus is een slakkensoort uit de familie van de Chromodorididae. De wetenschappelijke naam van de soort is voor het eerst geldig gepubliceerd in 1860 door Pease.